# Вейганд, Густав
Густав Вейганд (нем. Gustav Weigand; 1 февраля 1860, Дуйсбург, Рейнская провинция — 8 июля 1930, Бельгерсхайн, Лейпциг) — немецкий романист и балканист. Профессор Лейпцигского университета.

## Биография
В 1893 году Вейганд основал Институт румынского языка и его научный орган «Jahresbericht des Institut fur rumänische Sprache zu Leipzig» («Годовой отчет Института румынского языка в Лейпциге»), был редактором (до 1894) этого издания.
В 1925—1930 редактировал научный журнал «Balkan-Archiv» («Балканский архив»).
Изучал украинские говоры Буковины и Бессарабии (работа «Диалекты Буковины и Бессарабии»), исследовал лексику и этнографию румынских овцеводов. Его труд «К терминологии молочного хозяйства» (1910) имеет важное значение для исследования лексики украинских говоров района Карпат.